# افغانستان در المپیک تابستانی ۲۰۲۰
افغانستان در بازی‌های المپیک تابستانی ۲۰۲۰ در توکیو شرکت کرده‌است. این رقابت‌ها در ابتدا قرار بود از ۲۴ ژوئیه تا ۹ اوت سال ۲۰۲۰ برگزار شود، به دلیل دنیاگیری کووید-۱۹، این بازی‌ها به ۲۳ جولای به ۸ اوت ۲۰۲۱ موکول شدند.

## ورزشکاران
در زیر لیستی از تعداد نمایندگان در بازی‌ها آورده شده‌است.
| ورزش           | مردان | زنان | جمع |
| -------------- | ----- | ---- | --- |
| ورزشکاری       | ۱     | ۱    | ۲   |
| تیراندازی کردن | ۱     | ۰    | ۱   |
| شنا کردن       | ۱     | ۰    | ۱   |
| تکواندو        | ۱     | ۰    | ۱   |
| جمع            | ۴     | ۱    | ۵   |

## دو و میدانی
افغانستان برای اعزام دو ورزشکار به المپیک اتحادیه بین‌المللی فدراسیون‌های دو و میدانی دعوت شد.

## تیراندازی
افغانستان از طرف کمیسیون سه جانبه دعوت شد تا یک تیرانداز تفنگ مردان را به المپیک بفرستد، به شرطی که حداقل امتیاز مقدماتی (MQS) برآورده شود و این اولین بازی ملی این شکور در المپیک است.

## شنا
بر اساس سیستم امتیازات فینا در ۲۸ ژوئن ۲۰۲۱، افغانستان یک دعوت جهانی از FINA برای فرستادن یک شناگر با رتبه برتر در مسابقات فردی به المپیک دریافت کرد.
| ورزشکار    | رویداد            | حرارت | حرارت     | نیمه نهایی | نیمه نهایی | نهایی | نهایی     |
| ورزشکار    | رویداد            | زمان  | رتبه بندی | زمان       | رتبه بندی  | زمان  | رتبه بندی |
| ---------- | ----------------- | ----- | --------- | ---------- | ---------- | ----- | --------- |
| فهیم انوری | 50 متر آزاد مردان |       |           |            |            |       |           |

## تکواندو
افغانستان از طرف کمیسیون سه‌جانبه به المپیک دعوت شد.